# Vincenzio Leonio
Vincenzio Leonio, né à Spolète le 9 février 1650 et mort à Rome le 16 janvier 1720, est  un littérateur italien.

## Biographie
Vincenzio Leonio naquit en 1650 d’une famille noble de Spolète. Après avoir étudié le droit à Macerata, il se rendit à Rome, où il exerça la profession d’avocat ; mais cette carrière ne lui fit point abandonner celle des lettres. Il fut au contraire un des premiers à rappeler le bon goût dans la poésie italienne, en contribuant à la fondation de l’Académie d'Arcadie établie en 1690, uniquement dans la vue d’extirper le mauvais goût et la bizarrerie qui s’étaient glissés dans la langue poétique. Mais ses conseils et les ouvrages de ses élèves contribuèrent, plus encore que l’établissement de l’académie, à cette heureuse révolution. Ses poésies, après avoir été publiées dans diverses collections, ont été réunies dans le grand recueil Delle rime e delle prose degli Arcadi. On trouve quelques-unes de ses élégies dans l’Arcadum Carmina, pars prior, Rome, 1757. Leonio avait rassemblé un grand nombre d’observations, de recherches et de notices pour un Traité complet de la poésie pastorale, qu’il se proposait de publier. Cet ouvrage, que la mort ne lui permit pas d’achever, existe en manuscrit dans la bibliothèque de Campello, à Spolète. On a inséré dans le tome 2 Delle vite degli Arcadi illustri l’éloge du prélat Giovanni Ciampini, par Leonio. Ce littérateur mourut à Rome, le 26 juin 1720, dans les sentiments de religion les plus édifiants.